# Ischnura chromostigma
Ischnura chromostigma – gatunek ważki z rodziny łątkowatych (Coenagrionidae).